# 18292 Zoltowski
18292 Zoltowski è un asteroide della fascia principale. Scoperto nel 1977, presenta un'orbita caratterizzata da un semiasse maggiore pari a 2,9517407 au e da un'eccentricità di 0,0716637, inclinata di 2,69343° rispetto all'eclittica.
L'asteroide è dedicato all'astronomo amatoriale australiano Frank B. Zoltowski.